# Kirche St. Chrischona
Die Kirche St. Chrischona befindet sich in der Gemeinde Bettingen auf dem Dinkelberg und liegt mit 522 m ü. M. auf dem höchsten Punkt des Kantons Basel-Stadt.

## Geschichte
Vermutlich stand bereits im 7. Jahrhundert auf dem Dinkelberg eine erste Kirche, die im 8. und 9. Jahrhundert ausgebaut und vergrößert wurde. Zu Beginn des 11. Jahrhunderts entstand dann an Stelle der karolingischen Kirche ein romanischer Neubau, vermutlich noch ohne Turm, jedoch mit einem Kirchhof, auf dem die Toten von Bettingen bestattet wurden. Wahrscheinlich war die Kirche ursprünglich eher dem heiligen Brictius von Tours geweiht. Darauf deuten alte Bezeichnungen in der Umgebung: noch im 19. Jahrhundert hieß das Chrischonatal Britzigtal, es gab einen Britzigbann und einen Britzighof, wobei Britzig die alemannische Form von Brictius ist.
Erst ab dem 13. oder 14. Jahrhundert entstand dann die Legende der heiligen Chrischona, die auch dazu führte, dass hier eine populäre Wallfahrt entstand.

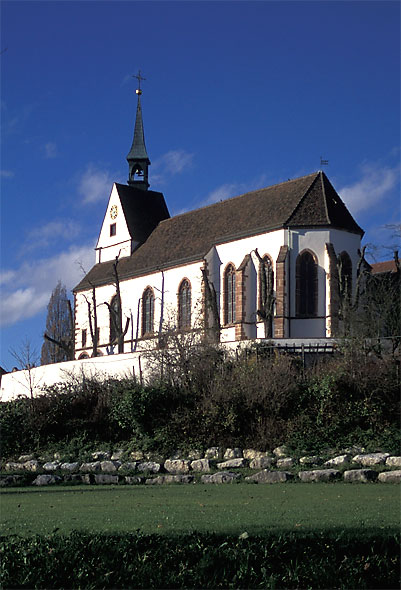
St. Chrischona von Südosten

Das heutige Kirchengebäude entstand im 15. Jahrhundert (Westturm 1450–1460) und Anfang des 16. Jahrhunderts (Chor 1503–1509, Schiff 1513–1516). Mit der Reformation in Basel 1529 wurde auch St. Chrischona zur reformierten Kirche.
Während des Dreissigjährigen Krieges wurde die Kirche von schwedischen Truppen geschändet und geplündert. Die Kirche wurde zunehmend vernachlässigt und 1818 gar als Stall genutzt. 1839 erhielt Christian Friedrich Spittler die Erlaubnis zur Renovierung der Kirche, in deren Sakristei 1840 die Pilgermission St. Chrischona gegründet wurde, die auch heute noch hier besteht.
Der Gemeindeverband Chrischona International bekam die Kirche 1965 von der Stadt Basel geschenkt. Die Auflage war, dass die Kirche grundlegend erneuert werden und der Öffentlichkeit zugänglich bleiben müsse. 1974/75 wurde die Kirche dann umfassend saniert. Dabei gaben archäologische Grabungen auch neuere Aufschlüsse über die Geschichte der Kirche.

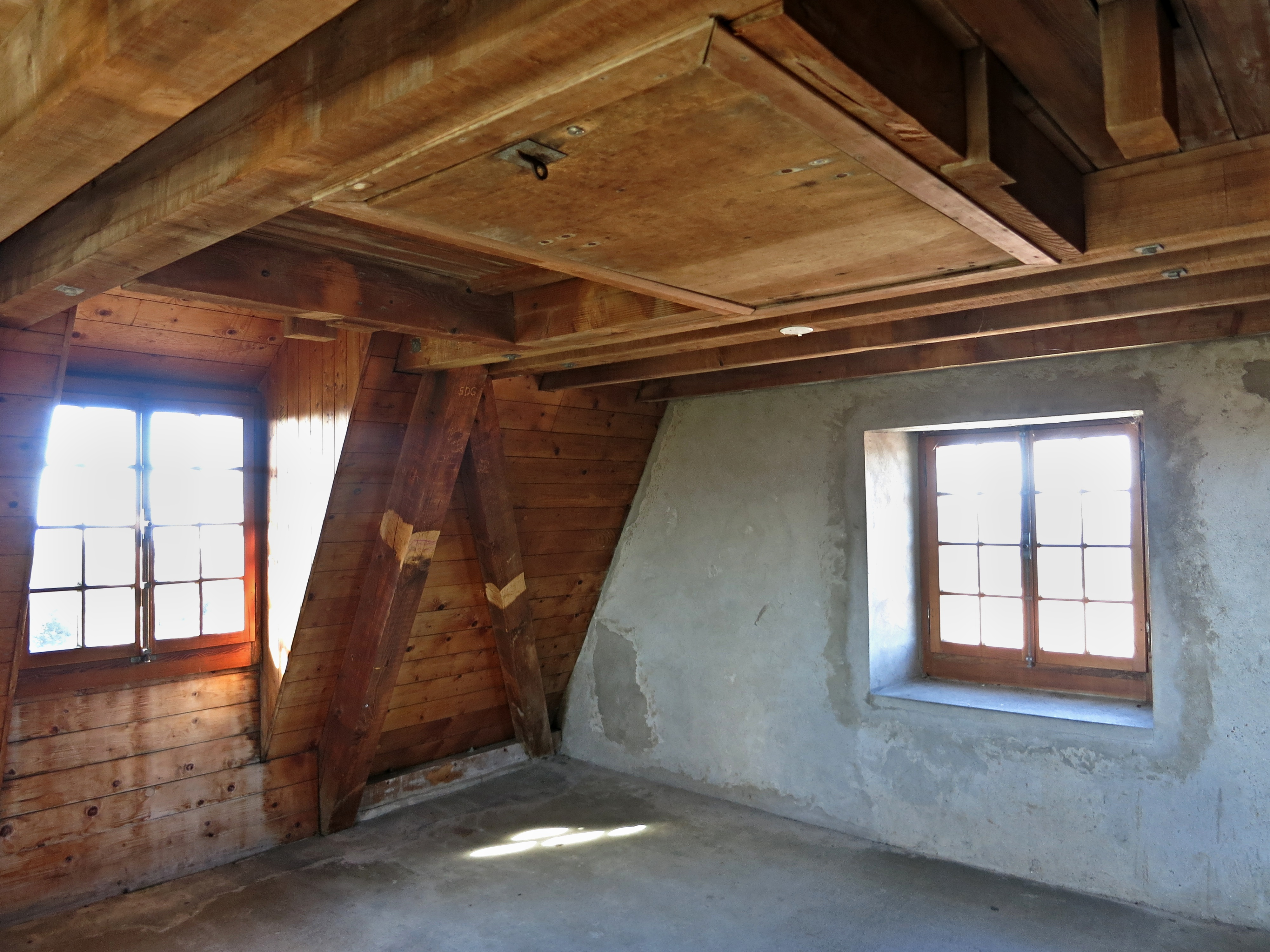
Aussichtsplattform
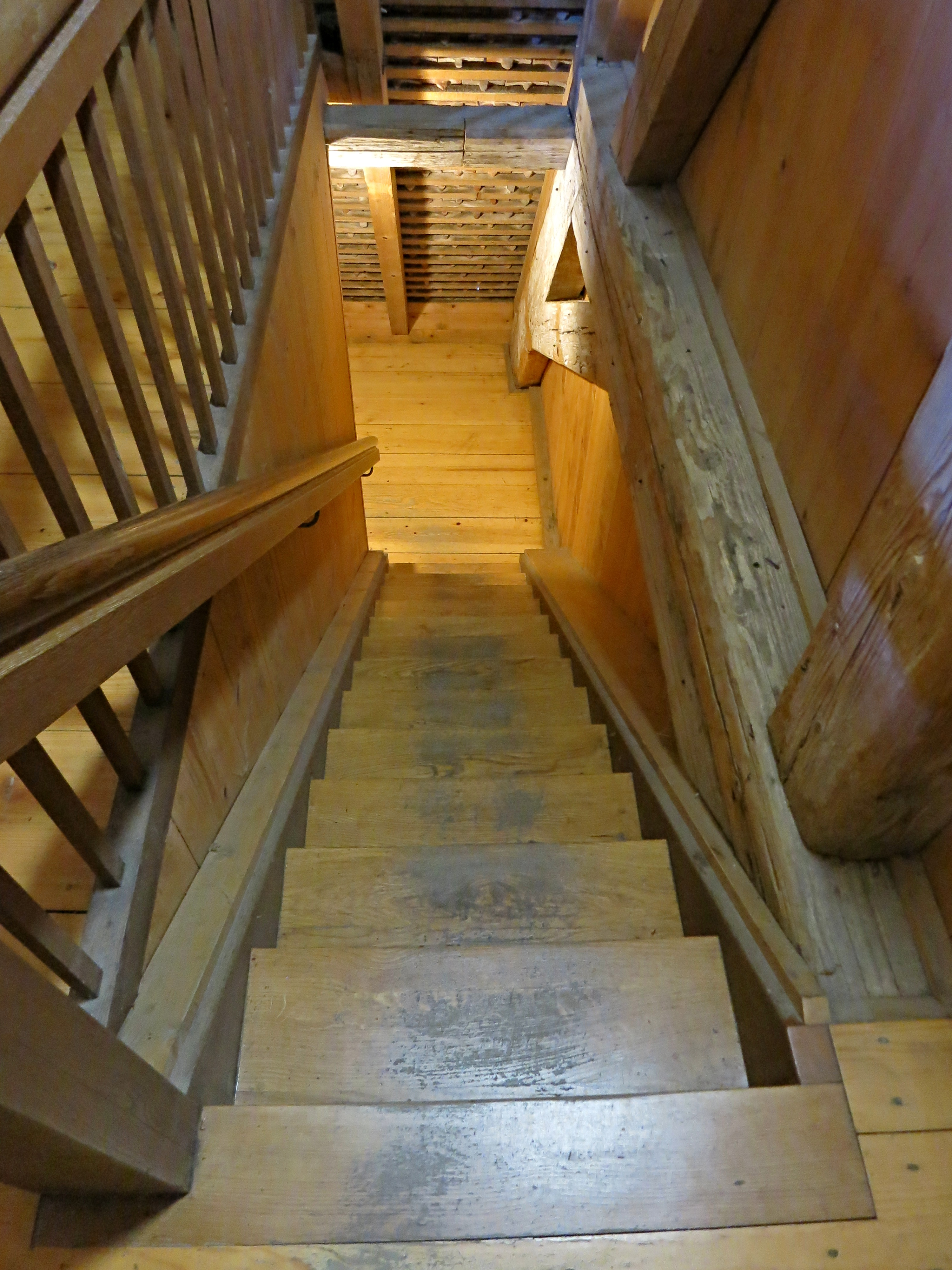
Treppe zur Plattform

Heute ist die Chrischonakirche eine beliebte Hochzeitskirche, zumal eine benachbarte Gastronomie auch größere Gesellschaften bewirten kann. 
Die Orgel wurde 1976 von der Manufacture des Grandes Orgues S.A. aus Genf auf der Empore in ein Gehäuse der Firma Max Bösiger, Langenthal eingebaut. Sie verfügt über 16 klingende Register auf zwei Manualen und Pedal. 
Im Kirchturm hängt eine Glocke mit dem Schlagton f″, die 1625 von Martin Hofmann (Basel) gegossen wurde.
Der Kirchturm bietet eine über 71 Stufen erreichbare Aussichtsplattform. 
Bei guten Sichtverhältnissen hat man einen Rundblick zu den Vogesen, zum Schwarzwald sowie zum Jura und zu den Alpen.